# 隨機积分
隨機積分是對包含隨機函數的積分，常見形式為
{\displaystyle Y_{t}=\int _{0}^{t}H_{s}\,dX_{s}}
一如黎曼－斯蒂尔杰斯积分，以上表示對函數{\displaystyle H_{s}}在函數{\displaystyle X_{s}}之上施行積分計算，若{\displaystyle X_{s}}為一隨機過程函數，則此積分為一隨機積分。
隨機積分之結果通常為一隨機過程函數，但因涉及隨機變量，其計算方式可依不同的假設而異。最常見的形式為伊藤積分，即定義上述積分為
{\displaystyle \int _{0}^{t}H_{s}\,dX_{s}=\lim _{n\rightarrow \infty }\sum _{t_{i-1},t_{i}\in \pi _{n}}H_{t_{i-1}}(X_{t_{i}}-X_{t_{i-1}}).}